# Rachla
Rachla (arab. رخلة) – wieś w Syrii, w muhafazie Damaszek. W 2004 roku liczyła 368 mieszkańców.